# Rautalanselkä
Rautalanselkä är en vik i Finland. Den ligger i Vederlax i landskapet Kymmenedalen, i den södra delen av landet, 160 km öster om huvudstaden Helsingfors.